# Drom Fragrances
Drom Fragrances – niemieckie przedsiębiorstwo zajmujące się produkcją koncentratów zapachowych.
Drom jest firmą rodzinną, została założona w 1911 roku przez Bruno Storpa, a dziś prowadzona jest przez jego wnuków: dr. Ferdinanda Storpa oraz dr. Andreasa Storpa.
W 2018 r. przedsiębiorstwo uzyskało przychody w wysokości 108 mln euro i zatrudniało 501 pracowników.